# 哺乳形類
哺乳形類（ほにゅうけいるい、Mammaliaformes）は、プロバイノグナトゥス類に属する脊椎動物の一群である。ママリアフォルムス、哺乳型類ともいう。

## 進化史
哺乳類のクラウングループと、かつて暁獣亜綱（暁獣類、Eotheria）に分類されていたモルガヌコドン目やドコドン目などの哺乳類の原始的なグループとされた系統を含む。
哺乳形類の起源は、中生代三畳紀後期といわれる。約2億2,500万年前の地層から、1989年、知られうる最古の哺乳形類、アデロバシレウスが発見されている。
その祖先は有羊膜類の二大グループの一方、単弓類のキノドン類である。単弓類は、もう一方の大グループである竜弓類（この中から爬虫類が現れた）とは古生代石炭紀中期に分岐し、独自の進化を遂げたグループである。単弓類はペルム紀末の大量絶滅（P-T境界）において壊滅的なダメージを受け、キノドン類などごくわずかな系統のみが三畳紀まで生き延びている。
哺乳形類は、低酸素状態が続く三畳紀の気候に適応する形でキノドン類の中から現れた。この一群は、顎関節の改変、四肢の直立化および呼吸器の改良など、キノドン類で見られた進化をより押し進めた形態が見られる。誕生直後の哺乳形類は三畳紀後期初頭に発生した中規模の大量絶滅を生き延びたものの、恐竜などに主要なニッチを奪われていた。なかにはカストロカウダのように水辺へと生活の場を求めたものもいたが、大半は、夜への進出を余儀なくされた。当時の生物にとって、夜という世界への進出は、非常に困難に満ちたものであった。日光の恩恵を受けることのできない夜間においては、体温の維持は困難である。ゆえに、恒温化は必須であった。そのために、より効率的に獲物を発見することのできる聴覚の発達が促された。また、獲物を捕らえるための四肢も、より活発な行動ができる形態へと進化した。同時に、キノドン類において発達しつつあった咬頭が複雑化し、より効率的に咀嚼できるようになった。これは、恒温化が進んだことで、多くのカロリーを必要としたためと言われる。しかし、夜間に確保できる食料は限られるため、大半の哺乳形類は現生のトガリネズミや齧歯類などと大差ない大きさ、姿であった。
この状況は、白亜紀末（K-T境界）の大量絶滅が発生するまで変わることはなかった。しかし、哺乳類は地道に進化を重ねており、それが、恐竜絶滅後の爆発的適応放散につながった。そのなかで、哺乳類に先駆ける形で放散していた哺乳形類たちは、後発の哺乳類との競合に敗れて姿を消していった。

## 特徴
かつて哺乳類の定義に使われた顎関節は、高度に進化したキノドン段階においては従来の方形骨 - 関節骨に加え、鱗状骨（側頭骨の一部） - 歯骨（下顎骨）の二重関節となっていた。そして、方形骨と関節骨が顎関節から外れた時点で（広義）哺乳類——哺乳形類とされる。しかし、この時点では関節から外れたというだけであり、未だ顎に付いたままであった。これらが内耳に取り込まれ、関節骨が槌骨、方形骨が砧骨として耳小骨となるのは、（狭義）哺乳類の段階となってからである。つまり、聴覚機能を強化していく過程の中間的な段階にあると言える。現生の哺乳類においても、胎児の段階でこれらの骨が当初顎関節として発生し、やがて内耳へと移動していく様子を観察することができる。また有袋類においては、この骨が移動するのは、出産後、母親の袋の中にいる段階であるという。
この改変は、顎関節の重要度が低下したことにより可能となったとされる。盤竜類など初期単弓類や爬虫類においては、単純に咀嚼筋が顎を引き上げるため、顎関節に下向きの負荷がかかることになる。しかし後期獣弓類では、歯骨の筋突起が発達して咀嚼筋が交差する形で付着し、下顎全体を持ち上げるようになった。そのため、顎関節の負荷が大きく減少したのである。これにより、顎関節の改変を行う下地ができたと言える。
これは、複数の種において平行して起きた進化であるといわれている。ジュラ紀の哺乳形類ハドロコディウムは、既に麟状骨 - 歯骨関節を完成させ、発達した大脳皮質を持っていた。しかし、同時期の狭義哺乳類には、未だ麟状骨 - 歯骨に加えて方形骨 - 関節骨の二重関節という古い形質を引きずるものもいたからである。
この進化は、四肢の直立化とも関連があると思われる。つまり、初期単弓類の段階においては頭蓋と地面が近い距離にあり、角骨の反転板などを通じて振動を拾い上げ、耳小柱（後の鐙骨）を介して内耳に伝えていた。しかし、獣弓類、キノドン類へと進化するに連れて四肢の直立化が進み、頭蓋が地面から高く持ち上げられることになった。そのために聴覚機能を強化する必要に迫られ、哺乳類段階に至る過程で顎関節の蝶番を耳小骨として中耳に取り込む過程にあるといえる。またこれは、優れた聴覚を必要とする夜への進出へと関連があると思われる。これと同時に大脳皮質の発達が見られている。外界の音を聞き分け、その方角や距離を推定するといったことなどが、大脳新皮質の発達を促したとされる。また、それとは別に哺乳形類とキノドン類の幼生の類似（脳函が大きく頭頂の稜が狭い、頬骨弓の位置が低い）などから、ネオテニー（幼生成熟）による進化とする説もある。
夜への進出は、恒温性とも大きな関連がある。体毛は哺乳類の大きな特徴の一つであるが、軟組織であるため化石には残りにくい。中国で発見されたカストロカウダには体毛の痕跡が確認されているが、これは希有な例である。

## 系統

### 定義
従来哺乳類は、顎関節の特徴で定義されてきた。しかし近年、中間的な化石が出現するなどこの定義が適用できないケースが増えたため、現生種を含む最も小さい単系統となるよう、系統学的に厳密に再定義することが多くなった。これにより、単孔類と獣亜綱の共通先祖以前の梁歯目などの原始的なグループが哺乳類から外れることになる。それらを含めた広義の哺乳類は哺乳形類とされた。

### 上位分類
以下に分類体系を示すが、化石記録の乏しさのために、正確な系統発生については議論の余地が多い。また、獣歯類を含んだより広義の「ママリアモルファ Mammaliamorpha」という分類群も提案されている。
- 有羊膜類 Amniota
  - 竜弓類 Sauropsida
    - 爬虫類 Reptilia

  - 単弓類 Synapsida
    - †盤竜類 Pelycosauria
    - 獣弓目 Therapsida
      - †異歯亜目 Anomodontia
      - 獣歯類 Theriodontia
        - キノドン亜目 Cynodontia
          - ユーキノドン下目 Eucynodontia
            - プロバイノグナトゥス類 Probainognathia
              - 哺乳形類 Mammaliaformes

### 下位分類
- †アデロバシレウス Adelobasileus
- †シノコノドン類 Sinoconodontidae
- †モルガヌコドン目 Morganucodonta
- †梁歯目 Docodonta
- †ハドロコディウム Hadrocodium
- 哺乳類 Mammalia
  - 原獣亜綱 Prototheria / Australosphenida
  - 獣亜綱 Theria・真獣亜綱
    - 後獣下綱 Metatheria
    - 真獣下綱 Eutheria